# 五月南通
五月南通（さつきみなみとおり）は、愛知県名古屋市中川区の地名。現行行政地名は五月南通1丁目及び五月南通2丁目。住居表示未実施。

## 地理
愛知県名古屋市中川区の北東部に位置し、東に澄池町、西に乗越町、南と南西に長良町、北に五月通と接する。

## 世帯数と人口
2019年（平成31年）4月1日現在の世帯数と人口は以下の通りである。
| 町丁     | 世帯数 | 人口 |
| -------- | ------ | ---- |
| 五月南通 | 24世帯 | 26人 |

### 人口の変遷
国勢調査による人口の推移
| 1995年（平成7年）  | 27人 | [ 6 ]  |  |
| 2000年（平成12年） | 21人 | [ 7 ]  |  |
| 2005年（平成17年） | 30人 | [ 8 ]  |  |
| 2010年（平成22年） | 23人 | [ 9 ]  |  |
| 2015年（平成27年） | 27人 | [ 10 ] |  |

## 学区
市立小・中学校に通う場合、学校等は以下の通りとなる。また、公立高等学校に通う場合の学区は以下の通りとなる。
| 丁目          | 番・番地等 | 小学校               | 中学校               | 高等学校 |
| ------------- | ---------- | -------------------- | -------------------- | -------- |
| 五月南通1丁目 | 全域       | 名古屋市立愛知小学校 | 名古屋市立長良中学校 | 尾張学区 |
| 五月南通2丁目 | 全域       | 名古屋市立常磐小学校 | 名古屋市立長良中学校 | 尾張学区 |
| 五月南通3丁目 | 全域       | 名古屋市立常磐小学校 | 名古屋市立長良中学校 | 尾張学区 |

## 交通
- 愛知県道115号津島七宝名古屋線（「名古屋環状線」と重複している）

## その他

### 日本郵便
- 郵便番号 : 454-0814[3]（集配局：中川郵便局[13]）。